# Tibouchina araneicalyx
Tibouchina araneicalyx är en tvåhjärtbladig växtart som beskrevs av J.R.Santiago. Tibouchina araneicalyx ingår i släktet Tibouchina och familjen Melastomataceae. Inga underarter finns listade i Catalogue of Life.